# Quique Neira
Enrique Fernando «Quique» Neira Leiva (11 de abril de 1973) es un cantante, músico, autor, compositor y productor musical chileno de reggae. Fue el vocalista de las bandas Bambú (1991-1996) y Gondwana (1996-2003). Luego de dejar esta última, comenzó su carrera en solitario, siendo un activo artista hasta el día de hoy.

## Trayectoria como solista
Tras su época en Gondwana, con éxitos como «Armonía de amor» y «Antonia», Neira comienza su carrera en solitario. Su primer álbum se tituló Eleven, estrenado en el año 2003. Desde un principio se caracterizó por ser uno de los exponentes más representativos de Hispanoamérica.
En el 2006, lo galardonaron en su país natal con el Premio Altazor por Mejor Disco del Año por Cosas Buenas y en el 2012 con su disco Alma, el cual contó con varias colaboraciones de otros artistas como Movimiento Original (Chile), Zion TPL (Venezuela), Alborosie (Italia), Doggelito, Amilcar Nadal, Henry Matic Horns, entre otros.
En el 2007, participó en el Festival Latinoamericano One Srping, al igual que se ha presentado en otros festivales como el Vibraciones de América (México 2008), Festival de Reggae Latino (Puerto Rico 2008), Cumbre del Rock Chileno (Chile 2007 y 2009), Festival Carlos Paz And Love (Argentina 2010).
Como también ha realizado giras por México, Australia y Estados Unidos durante el 2012 y en el tour «One Music Fest» (Chile 2014) junto a Ky Mani Marley, al igual que en el Jamming Festival de Colombia.
Igualmente en Europa, en donde ha realizado giras entre los años 2010, 2011 y 2013, presentándose además en distintos países como Suiza, Holanda, Bélgica, Suecia, Estonia, entre otros.
En el 2013 llega a Australia para realizar un tour por grandes festivales como el «Mahbilil Festival», «Caloundra Festival», «Brisbane Festival», «Melbourne Festival», entre otros.
En marzo del 2014 empiezan las grabaciones de su disco Un Amor, en el que trabaja con el reconocido productor de reggae Jason J Vibe Farmer, quien en varias ocasiones ha sido postulado a premios Grammys. «El proceso de creación de este disco fue muy enfocado (...) No fue difícil ponernos de acuerdo, pues tuvimos inmediata y gran sintonía con Jason. Su experiencia en el reggae era todo lo amplia que yo requería», escribió Quique, en su portal web.
Este disco sería publicado en 3 idiomas: español, portugués e inglés, en donde compartió además con distintos exponentes del género reggae de Jamaica.

## Discografía

### En Bambú
- 1995 - Bambú
- 1996 - No necesitamos banderas (EP)

### En Gondwana
- 1997 - Gondwana
- 1999 - Phat Cherimoya Dub
- 1999 - Together
- 2000 - Alabanza
- 2000 - Second Coming
- 2002 - Made In Jamaica
- 2003 - RAS Portraits: Gondwana
- 2003 - Grandes Éxitos

### Como solista
- 2003 - Eleven
- 2005 - Cosas Buenas
- 2007 - Jah Rock
- 2009 - Jah Dub
- 2011 - Reggae En Rapa Nui (DVD)
- 2011 - Alma
- 2014 - Un Amor
- 2017 - La Vida Es Una Canción Vol. 1
- 2018 - Cover Me (EP)
- 2019 - La Vida Es Una Canción Vol. 2

## Distinciones
- 2006 - Premio Altazor en Artes Musicales, a Mejor Balada Pop, por su canción «Cosas buenas».[2]
- 2006 - Premio APES, a Mejor Compositor.
- 2012 - Premio Altazor en Artes Musicales, a Mejor Álbum, por su álbum Alma.[3]